# Valinhos
Valinhos, amtlich portugiesisch Município de Valinhos, ist eine Gemeinde in Brasilien im Bundesstaat São Paulo mit 2021 geschätzten 133.169 Einwohnern, die Valinhenser genannt werden. Sie liegt im Bundesstaat São Paulo, einige Kilometer östlich von Campinas und ist Teil der Metropolregion Campinas. In Valinhos liegt das „Condomínio Sans Souci“, in dem ein zahlenmäßig bedeutender Teil der High Society von Campinas und der Region wohnt. Valinhos ist auch die Weltstadt der Feige. Hier findet jährlich das Fest der Feige – Festa do Figo – statt.

## Geografie
Die Stadt hat eine Fläche von ca. 148,5 km², wovon 89 km² ländlich geprägt sind. Die Flüsse Rio Atibaia und Rio Capivari sowie die Bäche Pinheiros, Bom Jardim und Dois Córregos fließen durch das Gebiet, das an den Ausläufern des Serra da Mantiqueira liegt. Die höchste Erhebung liegt bei 969 Metern.

## Geschichte
Die Gemeinde wurde 1953 durch Landesgesetz gegründet.

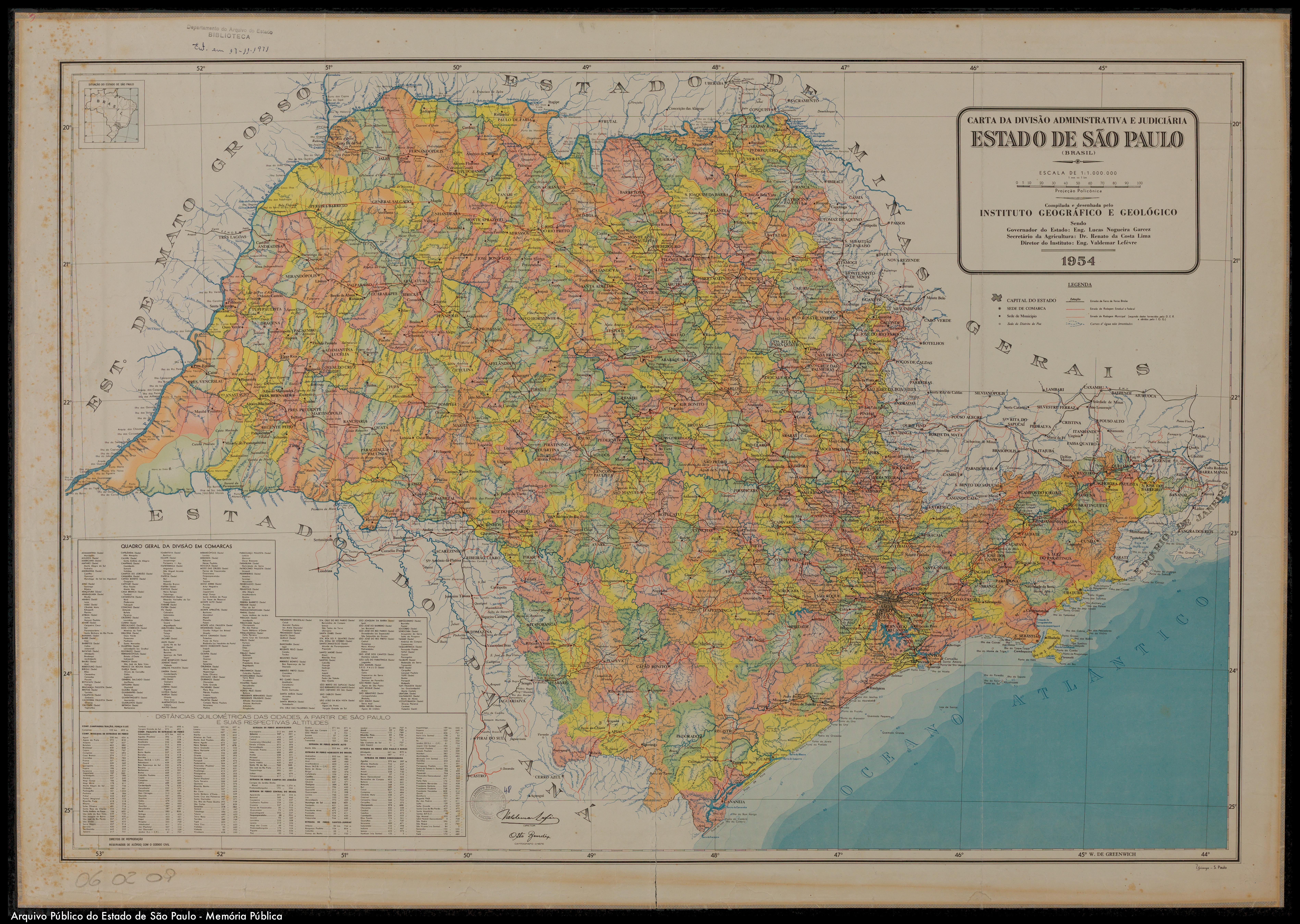
Karte des Bundesstaates São Paulo (1953).

## Bevölkerung
Bei einer Volkszählung im Jahr 2000 hatte Valinhos 82.973 Einwohner, von denen 41.216 männlich und 41.557 weiblich waren. 56.934 dieser Menschen waren im wahlberechtigten Alter. Zum 1. Juli 2021 wurde die Bevölkerung auf 133.169 Einwohner geschätzt.

## Politik
Stadtpräfekt (Bürgermeister) des Munizips war für die Amtszeit 2017 bis 2020 der wiedergewählte Orestes Previtale des Movimento Democrático Brasileiro. Er wurde bei der Kommunalwahl 2020 für die Amtszeit von 2021 bis 2024 durch die Militärpozistin Lucimara Godoy Vilas Boas, genannt Capitã Lucimara, des Partido Social Democrático (PSD) als Stadtpräfektin abgelöst.

## Söhne und Töchter der Stadt
- Adoniran Barbosa (1910–1982), Komponist, Schauspieler und Sänger
- Maurice Capovila (* 1936), Filmregisseur und Drehbuchautor
- Franciela Krasucki (* 1988), Sprinterin
- Carla Jéssica Pereira Nunes (* 1991), Fußballspielerin